# Club Deportivo El Nacional
O Club Deportivo El Nacional é um clube de futebol equatoriano, terceiro maior campeão nacional, o maior entre os clubes de Quito até 2023, vice-campeão da Recopa Sul-Americana de Clubes de 1970 como o seu melhor resultado internacional.

## História
Fundado em 1 de junho de 1964, na cidade de Quito. Manda seus jogos no Estádio Olímpico Atahualpa, com capacidade para 45.000 pessoas e venceu por treze vezes o Campeonato Equatoriano, sendo o terceiro maior campeão nacional
No Brasil, o time do El Nacional ficou conhecido pelo episódio envolvendo o atacante Edmundo, então jogador do Palmeiras, na Copa Libertadores da América em 1995. Na ocasião, o jogador agrediu um repórter após seu time ser derrotado por 1 a 0 pelos equatorianos e ele ter perdido um penâlti. Edmundo argumentara que tropeçara no equipamento do repórter, mas precisou ficar seis dias preso em um hotel no país até que fosse permitido a deixar o Equador.

## Títulos
| NACIONAIS | NACIONAIS                        | NACIONAIS | NACIONAIS                                                                       |
|           | Competição                       | Títulos   | Temporadas                                                                      |
| --------- | -------------------------------- | --------- | ------------------------------------------------------------------------------- |
|           | Campeonato Equatoriano           | 13        | 1967, 1973, 1976, 1977, 1978, 1982, 1983, 1984, 1986, 1992, 1996, 2005-C e 2006 |
|           | Copa do Equador                  | 2         | 1970 e 2024                                                                     |
|           | Campeonato Equatoriano - Série B | 2         | 1979 e 2022                                                                     |

C: Campeão Torneio Clausura

### Campanhas de destaque
- Vice-campeonato Equatoriano: 7 (1964, 1972, 1974, 1994, 1999, 2000, 2001)
- Vice-campeão da Recopa Sul-Americana de Clubes: 1970.

## Jogadores notáveis
| Equatorianos - Walter Ayoví - Fernando Baldeón - Christian Benítez - Ermen Benítez - Félix Borja - Juan Carlos Burbano - Segundo Castillo - Marco Constante - Agustín Delgado - Ángel Fernández - José Gavica - Jorge Guagua | - José Guerrero - Diego Herrera - Oswaldo Ibarra - Christian Lara - Édison Méndez - Lupo Quiñonez - Pedro Quiñónez - David Quiroz - Fabián Paz y Miño - Otilino Tenorio - Antonio Valencia - Jose Villafuerte | Estrangeiro - Carlos Castro |

## Treinadores
- Jorge Célico (2009)
- Juan Carlos Burbano (2009–2010)
- Mario Saralegui (2010–2012)
- Sixto Vizuete (2012)
- Manuel Tomé (2013)
- Luis Orlando Narváez (interino) (2013)
- Carlos Sevilla (2013–)

## Elenco atual
- Atualizado em 02 de fevereiro de 2021.

Legenda
- : Capitão
- : Jogador lesionado/contundido